# Vista Hermosa, San Miguel Chimalapa
Vista Hermosa är en ort i Mexiko.   Den ligger i kommunen San Miguel Chimalapa och delstaten Oaxaca, i den sydöstra delen av landet, 600 km sydost om huvudstaden Mexico City. Vista Hermosa ligger 99 meter över havet och antalet invånare är 354.
Terrängen runt Vista Hermosa är kuperad österut, men västerut är den platt. Runt Vista Hermosa är det glesbefolkat, med 14 invånare per kvadratkilometer. Närmaste större samhälle är Lázaro Cárdenas, 10,5 km nordväst om Vista Hermosa. Omgivningarna runt Vista Hermosa är en mosaik av jordbruksmark och naturlig växtlighet.